# 黒田アキヒロ
黒田 アキヒロ（くろだ あきひろ、1978年（昭和53年）4月28日 - ）は、日本の男性キックボクサー。本名は黒田 哲広。神奈川県相模原市出身。フォルティス渋谷所属。神奈川県立麻溝台高校、専修大学卒業。現・J-NETWORKライト級王者。

## 来歴
小学校1年から高校までは野球を経験。専修大学2年時に大学のキックボクシング部に入部し、キックボクシングを始めた。大学では3試合に出場した。大学卒業後の2001年（平成13年）、増田博正に憧れてサバーイ町田ジムに入門した。
2003年（平成15年）10月19日、黒田哲広としてJ-NETWORKでプロデビュー。
2004年（平成16年）12月5日の7戦目からリングネームを黒田アキヒロに変更した。
2005年（平成17年）3月2日の試合を最後にサバーイ町田ジムからオープンしたばかりのフォルティス渋谷ジムに移籍した。
2005年（平成17年）10月16日、初参戦となった全日本キックボクシング連盟で栗原豊と対戦し、3-0の判定勝ちを収めた。
2006年（平成18年）3月5日、初参戦となったマーシャルアーツ日本キックボクシング連盟で山本佑機と対戦し、0-2の判定負けを喫した。
2006年（平成18年）4月30日、R.I.S.E.初参戦となったR.I.S.E. XXVのメインイベントで末廣智明と対戦し、2-0の判定勝ちを収めた。FLASH to CRUSH TOURNAMENT '06の前哨戦での勝利となった。
2006年（平成18年）6月25日、R.I.S.E. FLASH to CRUSH TOURNAMENT '06の1回戦でKAWASAKIと対戦し、0-3の判定負けを喫した。
2007年（平成19年）9月16日、J-NETWORKライト級王座決定トーナメント1回戦で菅原勇介と対戦し、2-1の判定勝ちを収めた。
2007年（平成19年）11月9日、J-NETWORKライト級王座決定トーナメント準決勝で安東辰也に2-0の判定勝ちを収めるも、決勝で細野岳範に0-3の判定負けを喫し、準優勝となった。
2008年（平成20年）5月11日、初参戦となったニュージャパンキックボクシング連盟で中須賀芳徳と対戦。1Rに右ストレートでダウンを奪うも、2Rに跳び膝蹴りでTKO負けを喫した。
2008年（平成20年）8月31日、J-NETWORKライト級王者細野岳範に挑戦し、肘打ちによるKO勝ち。24戦目で初めて王座を獲得した。細野には3戦目での初勝利となった。
2008年（平成20年）12月23日、TOUITSU ライト級（62kg級）初代王者決定トーナメントに出場。1回戦で梶原龍児、準決勝で吉本光志に判定勝ちするも、決勝で石井宏樹にダウンを奪われた上で判定負けを喫し、準優勝となった。
2009年（平成21年）3月1日、初参戦となったM-1ムエタイチャレンジでアピサック・KTジムと対戦。3Rにアピサックの縦肘打ちで額をカットしTKO負けとなった。
2009年（平成21年）5月6日、J-NETWORKライト級王者青津潤平と対戦。最終5回に青津の左肘打ちで額をカットするも、0-1の判定ドローでかろうじて王座初防衛に成功した。
2009年（平成21年）7月17日、J-NETWORKで全日本キックボクシング連盟ライト級王者遠藤智史と対戦し、0-3の判定負けを喫した。
2010年（平成22年）3月13日、Krush×Survivorのトリプルメインイベント（最終試合）で大月晴明と対戦し、0-3の判定負けを喫した。
2010年（平成22年）5月3日、J-NETWORKライト級タイトルマッチで青津潤平と再戦する予定であったが、大月戦で負傷したため欠場。同大会では青津と塚原光斗による暫定王座決定戦が行なわれ、青津が暫定王座を獲得した。
2010年（平成22年）8月22日、J-NETWORKライト級王座統一戦で暫定王者青津潤平と対戦し、2-0の判定勝ちで王座統一および2度目の防衛に成功した。
2010年（平成22年）11月7日、NJKFライト級王者一輝と対戦し、3-0の判定勝ちを収めた。
2011年（平成23年）1月23日、WBCムエタイ日本スーパーライト級王者高橋誠治と対戦し、右ハイキックでダウンを奪われたところでタオル投入によるTKO負けを喫した。
2011年（平成23年）5月15日、谷山ジム主催「ビッグバン・統一への道 其の五」で、HIROYAと対戦し、0-3の判定負けを喫した。
2011年（平成23年）8月21日、J-NETWORKライト級タイトルマッチで同級1位ファイヤー原田と対戦しローキックと肘で圧倒し3RKO勝ちを収めた。

## 戦績
| キックボクシング 戦績 | キックボクシング 戦績 | キックボクシング 戦績 | キックボクシング 戦績 | キックボクシング 戦績 | キックボクシング 戦績 | キックボクシング 戦績 |
| --------------------- | --------------------- | --------------------- | --------------------- | --------------------- | --------------------- | --------------------- |
| 38 試合               | (T)KO                 | 判定                  | その他                | 引き分け              | 無効試合              |                       |
| 19 勝                 | 2                     | 17                    | 0                     | 3                     | 0                     |                       |
| 16 敗                 | 5                     | 11                    | 0                     | 3                     | 0                     |                       |

| 勝敗 | 対戦相手                 | 試合結果                                      | 大会名                                                                                               | 開催年月日                 |
| ○    | ファイヤー原田           | 3R 1:42 KO（左ローキック）                    | J-NETWORK「TIME to CHANGE the KICK by J-SPIRIT 4th」 【J-NETWORKライト級タイトルマッチ】             | 2011年（平成23年）8月21日  |
| ×    | HIROYA                   | 3R終了 判定0-3                                | 谷山ジム「ビッグバン・統一への道 其の五」                                                            | 2011年（平成23年）5月15日  |
| ×    | 高橋誠治                 | 1R 1:27 TKO（タオル投入：右ハイキック）       | ニュージャパンキックボクシング連盟「15周年記念シリーズ NEW JAPAN BLOOD 1」                           | 2011年（平成23年）1月23日  |
| ○    | 一輝                     | 3R終了 判定3-0                                | ニュージャパンキックボクシング連盟「熱風 拾」                                                        | 2010年（平成22年）11月7日  |
| ○    | 青津潤平                 | 5R終了 判定2-0                                | J-NETWORK「FORCE for the TRUTH of J 4th」 【J-NETWORKライト級王座統一戦】                            | 2010年（平成22年）8月22日  |
| ○    | 白濱卓哉                 | 3R終了 判定3-0                                | Krush.7                                                                                              | 2010年（平成22年）5月27日  |
| ×    | 大月晴明                 | 3R終了 判定0-3                                | Krush×Survivor                                                                                       | 2010年（平成22年）3月13日  |
| ×    | シリチャイ・ポーシリポン | 3R 2:37 TKO（ドクターストップ：右目上カット） | ニュージャパンキックボクシング連盟「MuayThai OPEN 9」                                                | 2009年（平成21年）10月12日 |
| ×    | 遠藤智史                 | 5R終了 判定0-3                                | J-NETWORK「GET REAL in J-WORLD 3rd」                                                                 | 2009年（平成21年）7月17日  |
| △    | 青津潤平                 | 5R終了 判定0-1                                | J-NETWORK「GET REAL in J-WORLD 2nd」 【J-NETWORKライト級タイトルマッチ】                             | 2009年（平成21年）5月6日   |
| ×    | アピサック・KTジム       | 3R 1:19 TKO（ドクターストップ：額カット）     | M-1 FAIRTEX ムエタイチャレンジ2009『Yod Nak Suu vol.1』                                              | 2009年（平成21年）3月1日   |
| ×    | 石井宏樹                 | 3R終了 判定0-3                                | KING OF KINGS TOUITSU in KOBE 【TOUITSU ライト級初代王者決定トーナメント 決勝】                      | 2008年（平成20年）12月23日 |
| ○    | 吉本光志                 | 3R+延長終了 判定2-1                           | KING OF KINGS TOUITSU in KOBE 【TOUITSU ライト級初代王者決定トーナメント 準決勝】                    | 2008年（平成20年）12月23日 |
| ○    | 梶原龍児                 | 3R終了 判定2-0                                | KING OF KINGS TOUITSU in KOBE 【TOUITSU ライト級初代王者決定トーナメント 1回戦】                     | 2008年（平成20年）12月23日 |
| ○    | 細野岳範                 | 4R 2:46 KO（肘打ち）                          | J-NETWORK「TEAM DRAGON QUEST 2」 【J-NETWORKライト級タイトルマッチ】                                 | 2008年（平成20年）8月31日  |
| ×    | 中須賀芳徳               | 2R 1:50 TKO（跳び膝蹴り）                     | ニュージャパンキックボクシング連盟「STARTOF NEW LEGEND III 〜新伝説の始まり〜」                      | 2008年（平成20年）5月11日  |
| △    | 板橋寛                   | 3R終了 判定0-0                                | J-NETWORK「Let's Kick with J 1st」                                                                   | 2008年（平成20年）2月29日  |
| ×    | 細野岳範                 | 3R終了 判定0-3                                | J-NETWORK「Championship Tour of J Final」 【J-NETWORKライト級王座決定ワンデイ・トーナメント 決勝】   | 2007年（平成19年）11月9日  |
| ○    | 安東辰也                 | 3R終了 判定2-0                                | J-NETWORK「Championship Tour of J Final」 【J-NETWORKライト級王座決定ワンデイ・トーナメント 準決勝】 | 2007年（平成19年）11月9日  |
| ○    | 菅原勇介                 | 3R終了 判定2-1                                | J-NETWORK「Championship Tour of J 2nd」 【J-NETWORKライト級王座決定トーナメント 1回戦】              | 2007年（平成19年）9月16日  |
| ×    | 安東辰也                 | 3R終了 判定0-3                                | J-NETWORK「Championship Tour of J 1st」                                                              | 2007年（平成19年）8月3日   |
| ×    | 細野岳範                 | 1R 1:15 TKO（ドクターストップ：右目尻カット） | J-NETWORK「TEAM DRAGON QUEST 1」                                                                     | 2007年（平成19年）6月3日   |
| ○    | 靖卓                     | 3R終了 判定3-0                                | J-NETWORK「The Starting Point of J 2nd」                                                             | 2007年（平成19年）3月21日  |
| ○    | 大高一郎                 | 3R終了 判定2-0                                | J-NETWORK「The Starting Point of J」                                                                 | 2007年（平成19年）1月8日   |
| ×    | KAWASAKI                 | 3R終了 判定0-3                                | R.I.S.E. FLASH to CRUSH TOURNAMENT '06 【1回戦】                                                     | 2006年（平成18年）6月25日  |
| ○    | 末廣智明                 | 3R終了 判定2-0                                | R.I.S.E. XXV                                                                                         | 2006年（平成18年）4月30日  |
| ×    | 山本佑機                 | 3R終了 判定0-2                                | マーシャルアーツ日本キックボクシング連盟「SUPRISING-2nd」                                            | 2006年（平成18年）3月5日   |
| ×    | 梶原龍児                 | 3R+延長R終了 判定0-3                          | J-NETWORK「GO! GO! J-NET '06 〜Light my fire!〜」                                                    | 2006年（平成18年）1月9日   |
| ○    | 栗原豊                   | 3R+延長R終了 判定3-0                          | 全日本キックボクシング連盟「SWORD FIGHT 〜日本 VS タイ・5対5マッチ〜」                               | 2005年（平成17年）10月16日 |
| ○    | 梅下湧暉                 | 3R+延長R終了 判定3-0                          | J-NETWORK「J-FIGHT 6」                                                                               | 2005年（平成17年）8月21日  |
| ○    | 夜桜弘治                 | 3R終了 判定2-0                                | J-NETWORK「GO! GO! J-NET '05 〜MACH 55〜 開幕戦」                                                    | 2005年（平成17年）3月2日   |
| ×    | 赤羽秀一                 | 3R終了 判定0-3                                | J-NETWORK「Kick Squad 6」                                                                            | 2004年（平成16年）12月5日  |
| △    | 笠原淳                   | 3R終了 判定0-1                                | J-NETWORK「J-FIGHT 2」                                                                               | 2004年（平成16年）10月17日 |
| ○    | 山口裕司                 | 3R終了 判定3-0                                | J-NETWORK「Kick Squad 4」                                                                            | 2004年（平成16年）7月25日  |
| ×    | 戦え！ひでりん。         | 3R終了 判定0-3                                | J-NETWORK「Kick Squad 2」 【J-NETWORKフェザー級王座決定トーナメント 準決勝】                         | 2004年（平成16年）3月28日  |
| ○    | 益子智史                 | 3R終了 判定3-0                                | J-NETWORK「Kick Squad 1」 【J-NETWORKフェザー級王座決定トーナメント 予選】                           | 2004年（平成16年）2月8日   |
| ○    | 藤井優                   | 3R終了 判定3-0                                | J-NETWORK「Burning Up」                                                                              | 2003年（平成15年）11月30日 |
| ○    | 楠本紘平                 | 3R終了 判定2-0                                | J-NETWORK「Through The Fire」                                                                        | 2003年（平成15年）10月19日 |

## 獲得タイトル
- J-NETWORKライト級王座